# Национальный дворец (Мехико)
Национальный дворец (исп. Palacio Nacional) — резиденция федеральных органов исполнительной власти в Мексике. С 2018 года он также является официальной резиденцией президента Мексики. Расположен на главной площади Мехико — Пласа-де-ла-Конститусьон. На этом месте, со времен империи ацтеков, находился дворец правящего класса Мексики, и большая часть строительных материалов нынешнего здания взята из дворца, принадлежавшего в XVI веке правителю Моктесуме II.

## История
Строительство дворца началось в 1522 году и первоначально должно было стать резиденцией Эрнана Кортеса. Позже дворец был принят во владение короной и стал резиденцией вице-королей Новой Испании. Дворец выполнен в стиле мексиканского барокко. Величественное здание имеет фасад более 200 метров в длину. Дворец имеет 3 внутренних дворика.
Над главным входом дворца висит колокол Долорес, в который бил в 1810 году революционный священник Мигель Идальго, объявляя о начале войны за независимость. Это событие торжественно отмечается каждый год 16 сентября, на площади Сокало. Внутренние покои дворца украшены работами Диего Риверы. В 1920 году был достроен третий этаж.